# Prophets of Rage
I Prophets of Rage sono stati un supergruppo rap metal formatosi nel 2016. Il gruppo era composto da tre membri dei Rage Against the Machine (il bassista Tim Commerford, il chitarrista Tom Morello e il batterista Brad Wilk), due dei Public Enemy (il rapper Chuck D e DJ Lord) e da B-Real dei Cypress Hill.
Il nome del gruppo è tratto dall'omonimo brano dei Public Enemy, presente nel loro album del 1988 It Takes a Nation of Millions to Hold Us Back.

## Storia del gruppo
A gennaio 2016 il gruppo ha pubblicato il loro singolo di debutto, intitolato Prophets of Rage, seguito dal loro primo EP The Party's Over uscito il 29 agosto 2016.
Dal 19 agosto al 31 maggio 2016 la band si è esibita nel loro primo tour negli Stati Uniti, intitolato Make America Rage Again. Il 18 marzo 2017 è iniziato invece il tour internazionale Make the World Rage Again che ha toccato diversi paesi del mondo.
Nel novembre 2019, in seguito all'annuncio della reunion dei Rage Against the Machine con il conseguente rientro nel gruppo di Morello, Commeford e Wilk, Chuck D e B-Real annunciano lo scioglimento dei Prophets of Rage.

## Formazione
- Tom Morello – chitarra (2016–2019)
- Tim Commerford – basso, cori (2016–2019)
- Brad Wilk – batteria (2016–2019)
- Chuck D – voce (2016–2019)
- B-Real – voce (2016–2019)
- DJ Lord – giradischi (2016–2019)

## Discografia

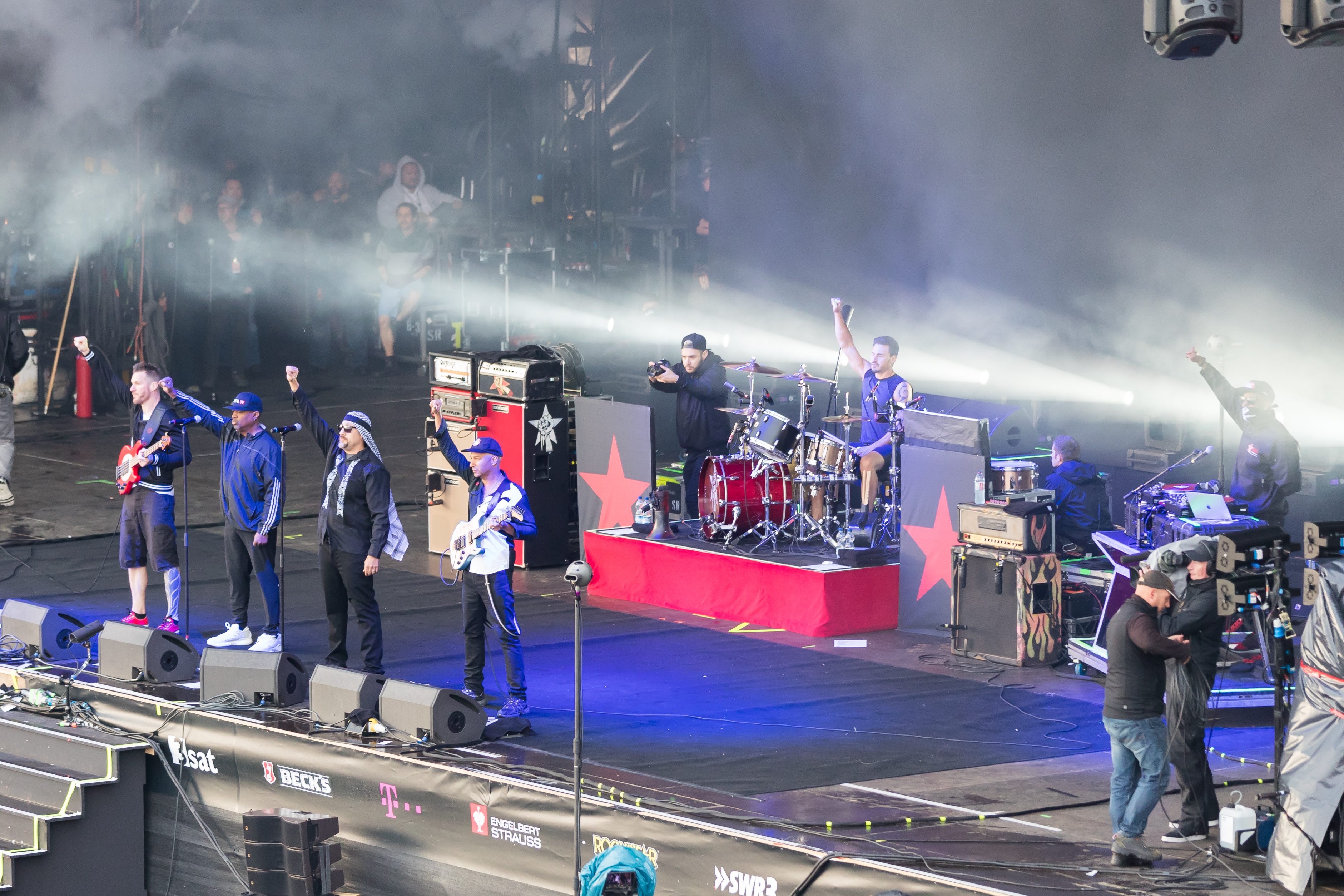
Il gruppo dal vivo nel 2017

### Album in studio
- 2017 – Prophets of Rage

### EP
- 2016 – The Party's Over

### Singoli
- 2016 – Prophets of Rage
- 2016 – No Sleep til Cleveland (Live)
- 2017 – Unfuck the World
- 2017 – Living on the 110